# Collins Cheboi
Pour les articles homonymes, voir Kiprotich.
Collins Cheboi Kiprotich (né le 25 septembre 1987) est un athlète kényan, spécialiste du demi-fond.
Son record personnel sur 1 500 m a été battu à Monaco le 17 juillet 2015 en 3 min 30 s 34. Il remporte en septembre à Maputo la médaille d'argent des Jeux africains sur la même distance.